# پایگاه داده اکس‌ام‌ال
پایگاهِ داده‌هایِ اکس‌ام‌ال (انگلیسی : XML)، سامانه نرم‌افزاریِ با ساختار داده‌های ماندگار است که اجازه می‌دهد تا داده‌ها ویژه باشند و در قالب اکس‌ام‌ال گاهی ذخیره شوند. این داده‌ها می‌تواند جست-و-جو، صادر یا به قالب موردنظر پیاپی شوند.
این پایگاه داده‌ها در دسته پایگاه داده‌های نواس‌کیوال قرار دارند.
پایگاه داده‌های پیشرفته مانند اوراکل از اکس‌ام‌ال هم پشتیبانی می‌کنند و پایگاه داده‌هایی هم وجود دارند که به‌طور بومی اکس‌ام‌ال هستند مانند نسخه اکس‌ام‌ال برکلی دی‌بی.
نمونه پرس و جوی نوع اکس‌ام‌ال از  IBM DB2 SQL
```
select

   
id
,
 
vol
,
 
xmlquery
(
'$j/name'
,
 
passing
 
journal
 
as
 
"j"
)
 
as
 
name

from

   
journals

where
 

   
xmlexists
(
'$j[licence="CreativeCommons"]'
,
 
passing
 
journal
 
as
 
"j"
)

```

دو نوع اصلیِ پایگاهِ داده‌هایِ اکس‌ام‌ال موجود:
1. پایگاهِ داده‌هایِ اکس‌ام‌ال-فعال
2. پایگاهِ داده‌هایِ اکس‌ام‌ال محلی[۱]

## زبان‌های استاندارد پرس و جو/تبدیلاکس‌ام‌ال
اکس‌پت
اکس‌کوئری
تبدیلات اکس‌اس‌ال